# This note's for you (album van Neil Young)
This note's for you is het 16e album van de Canadese singer-songwriter Neil Young. Het werd uitgebracht op 11 april 1988. De videoclip van de titelsong van het album werd door de muziekzender MTV met tegenzin uitgeroepen tot videoclip van het jaar.

## Tracklist
Alle muziek en teksten zijn geschreven door Neil Young. 
| Nr. | Titel                    | Duur |
| --- | ------------------------ | ---- |
| 1.  | Ten men workin'          | 6:28 |
| 2.  | This note's for you      | 2:05 |
| 3.  | Coupe de ville           | 4:18 |
| 4.  | Life in the city         | 3:13 |
| 5.  | Twilight                 | 5:54 |
| 6.  | Married man              | 2:38 |
| 7.  | Sunny inside             | 2:36 |
| 8.  | Can't believe your lyin' | 2:58 |
| 9.  | Hey hey                  | 3:05 |
| 10. | One thing                | 6:02 |